# École nationale supérieure des mines d'Alès
Pour les articles homonymes, voir EMA et IMT.
L'École nationale supérieure des mines d'Alès, aussi connue sous le nom de IMT Mines Alès, École des mines d'Alès ou EMA, est l'une des 204 écoles d'ingénieurs françaises accréditées au 1er septembre 2020 à délivrer un diplôme d'ingénieur.
Fondée en 1843 sous l'ordonnance royale du roi Louis-Philippe, l'école est l'une des plus anciennes écoles d'ingénieurs. Historiquement implantée à Alès, elle possède également un laboratoire à Pau et a disposé un temps d'un site à Nîmes. Elle est membre de l'Institut Mines-Télécom (IMT) et de la Conférence des grandes écoles (CGE), et est placée sous la tutelle du ministère chargé de l'Industrie. Les cursus menant soit au diplôme d'ingénieur « historique » de l'école des mines d'Alès (ingénieur généraliste), soit aux diplômes d'ingénieur spécialisé par apprentissage de l'école, se déroulent en trois ans.

## Histoire

### La formation de maîtres-mineurs (1843-1918)
Pour répondre au besoin de formation de cadres compétents dans les mines environnantes, le projet de création d'une « École de maîtres-ouvriers-mineurs » à Alais, impulsé par Félix Varin d'Ainvelle, polytechnicien et ingénieur des mines de Paris, et par le maire d'Alais, le docteur Auguste Serre, fut adopté au conseil municipal de la ville le 27 mars 1841. En août 1841, le conseil général émit un avis favorable. Finalement, le 22 septembre 1843, une ordonnance royale du roi Louis-Philippe institue l'école.
La première promotion, composée de treize élèves, fut installée en novembre 1845 dans les locaux du collège d'Alais. L'École a d'abord été un outil de promotion sociale pour le bassin d'Alais, le concours d'entrée étant seulement ouvert à de jeunes ouvriers mineurs. La scolarité, gratuite, partagée entre stages et cours, s'étalait sur deux ans. Les élèves, qui logeaient dans un internat, obtenaient en cas de succès des études un brevet de « maître-mineur ».
D'abord modeste, le niveau d'enseignement augmente alors progressivement, et de plus en plus de candidats de toute la France se présentent. En effet, les anciens élèves sont sollicités par des sociétés minières françaises, mais aussi à l'étranger et dans les colonies africaines. Rapidement à l'étroit, l'école s'installe en 1869 dans l'ancien palais de Justice, rue d'Avéjan.

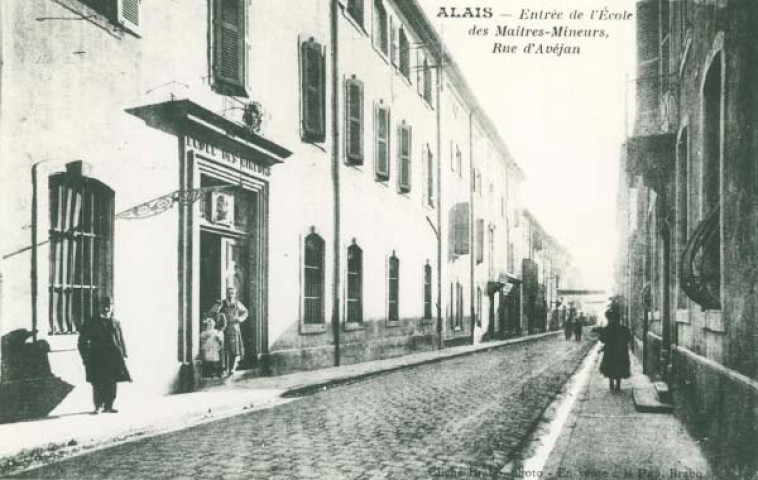
L'École des Maîtres-Mineurs d'Alais, rue d'Avéjan (fin XIXe siècle).

En 1883, l'Association Amicale des Anciens Élèves de l'École des Mines d'Alais est constituée. Elle s'employa dès lors à participer activement aux actions destinées à valoriser l'École, à faire progresser son niveau et à faire officiellement reconnaître la qualité de la formation par l'attribution d'un diplôme d'une valeur supérieure. Ainsi, après 45 années d'existence, le brevet attribué à la sortie devient un « diplôme de maître-mineur ». Puis, en 1907, l'amélioration du niveau de l'École est reconnue, puisqu'elle devint « École des maîtres-mineurs ».
Au début du XXe siècle, alors que le nombre de candidats double, on constate que les anciens élèves occupent plutôt des postes de chefs d'exploitation et d'ingénieurs. De plus, les candidats ne sont majoritairement plus de simples ouvriers mineurs.

### Les prémices d'une école d'ingénieurs (1918-1970)
La Première Guerre mondiale (1914-1918) oblige l'École à fermer ses portes. Après-guerre, l'école évolue. Une loi de 1920 lui accorde la personnalité civile. Les offres de formations dans le domaine des mines proposées par l'École se diversifient : personnel de maîtrise, géomètre des mines, ou encore conducteur de travaux miniers. Ainsi, en 1933, l'École prend le nom d'« École Technique des Mines d'Alès ». Toutefois, le diplôme étant mal défini, un « diplôme d'ancien élève » ayant remplacé le diplôme de maître-mineur, les élèves sortis n'ont pas de poste correspondant à leurs espérances, et le nombre de candidats baisse. De plus, l'École se retrouve mal installée, dans des locaux vétustes, freinant toute possibilité d'expansion.
Pour mettre fin à cette crise, l'École entreprend plusieurs actions dans les années 1950 : une campagne d'information afin d'obtenir plus de candidats, un renouvellement du concours d'entrée, et la construction d'une nouvelle école sur un site à Clavières, obtenu gratuitement en 1931. Cela afin également d'obtenir le droit de délivrer un diplôme d'ingénieur, ce qui sera chose faite pour les élèves entrés à partir de 1965. En avril 1963, l'École devient l'« École Nationale Technique des Mines d'Alès ». Deux ans plus tard, l'École est transférée dans les nouveaux bâtiments à Clavières et la durée de la scolarité portée à quatre ans. Un arrêté du 8 août 1966 la consacre école d'ingénieurs.

### Diversification et développement (1970-2000)
Devant la baisse de l'activité minière, l'établissement diversifie ses enseignements vers de nouveaux domaines industriels comme les travaux publics, le bâtiment, puis l'informatique. Quatre options sont proposées aux élèves de quatrième année en 1974 : construction et génie civil, informatique et gestion industrielle, matériaux de construction, sol et sous-sol.
Dès la rentrée 1973, l'EMA reçoit, pour la première fois, une élève féminine, puis trois en 1975 et cinq en 1976. La proportion de femmes intégrant l'École progressera lentement pour arriver à plus de 30 % aujourd'hui. Le 3 mars 1975, l'École devient l'« École Nationale des Techniques Industrielles et des Mines d'Alès ». La même année, elle passe sous l'autorité du ministre de l'Industrie et de la Recherche. Le recrutement se fait désormais en première année de classes préparatoires aux grandes écoles.
Le développement de l'École s'accélère avec la création en 1973 de son premier centre de recherche, puis l'implantation en 1975 d'un centre de recherche sur le site de Croupillac. Ses activités de recherche s'ouvrent à des disciplines comme la productique, les biotechnologies, les matériaux et la mécanique. En 1978, l'École crée une section de perfectionnement afin de permettre à des techniciens en activité d'accéder au titre d'ingénieur diplômé. Plus de quatre cent ingénieurs seront formés par cette voie depuis la première promotion, sortie en 1980. Cette année-là, l'École prend le nom d'« École Nationale Supérieure des Techniques Industrielles et des Mines d'Alès ».
En 1984, l'École crée son incubateur d'entreprises, met son potentiel scientifique et technique à la disposition d'entrepreneurs, et développe ainsi son rôle d'acteur du développement économique. Elle étend son enseignement aux formations spécialisées et aux formations doctorales. Le partenariat universitaire et industriel se développe. Un décret du 8 octobre 1991 érige l'École, qui était alors un service du ministère chargé de l'Industrie, en Établissement public à caractère administratif placé sous la tutelle du ministre chargé de l'industrie et doté de l'autonomie administrative et financière.
Les années 1990 voient l'implantation de l'École en dehors d'Alès sur deux sites situés à Nîmes et Pau. En effet, en 1991, l'École crée, avec la technopole paloise Hélioparc Pau-Pyrénées, un laboratoire de recherche sur le thème des poudres minérales colorées. En 1994, avec l'École pour les Études et la Recherche en Informatique et Électronique (EERIE) de Nîmes, un laboratoire commun est créé à Nîmes. En septembre 1998, l'École des mines d'Alès absorbe l'EERIE et possède ainsi un site nîmois dédié à l'informatique, à l'électronique, aux réseaux et aux nouvelles technologies de l'information et de la communication, où se développe une formation d'ingénieur par la voie de l'apprentissage. Sur son site de Clavières, l'École se dote d'un nouvel amphithéâtre et restaurant scolaire.

### L'entreprenariat et la créativité (depuis 2000)
En 1999, sous l'impulsion du directeur Henri Pugnère, l'École s'engage dans une profonde réforme de sa formation pour que les sciences et les technologies s'accompagnent d'un environnement permettant à ses élèves d'acquérir un caractère entrepreneur. Elle s'engage sur trois axes : la culture de l'entrepreneuriat, l'incubateur technologique et les partenariats avec les technopoles.
Dans les années 2000, l'École intègre également la créativité et l'innovation dans sa pédagogie. Cela se concrétise par l'organisation de séminaires ou colloques de créativité pour ses étudiants avec des entreprises, mais aussi un challenge créativité de cinq semaines autour d'une problématique d'une entreprise. Elle met en place des pédagogies innovantes comme les missions de terrain où les élèves par petits groupes s'immergent dans une entreprise et y ont un rôle actif.
En 2011, les Mines d'Alès avec celles d'Albi, de Douai et de Nantes s'alignent sur les processus d'admission des autres écoles d'ingénieurs. Ainsi, alors que le recrutement se faisait après une première année de maths sup pour un parcours de quatre ans à l'école, désormais les recrutements se font après maths spé, via le concours Mines-Ponts, pour un parcours ingénieur de trois ans au sein de l'école.
Dans les années 2000, afin d'avoir une reconnaissance supérieure à l'international, l'École se regroupe dans un cadre informel avec les autres Écoles des mines françaises au sein d'un Groupe des Écoles des Mines (GEM). Une nouvelle étape est franchie en mars 2012 lorsque l'École est rattachée à l'Institut Mines-Télécom (IMT), nouvellement créé. Par ailleurs, sa dénomination officielle change, passant de « École nationale supérieure des techniques industrielles et des mines d'Alès » (ENSTIMA) à simplement « École nationale supérieure des mines d'Alès » (Mines Alès).
En 2015, l'École obtient l'autorisation de délivrer le diplôme de docteur (bac+8).
En janvier 2017, l'École devient une école interne de l'IMT, perdant ainsi sa personnalité morale au profit de l'institut,. Par ailleurs, sa dénomination commerciale change pour IMT Mines Alès, ainsi que son logo afin de marquer son appartenance à l'IMT. À la rentrée 2017, elle rapatrie ses activités situées à Nîmes vers le site de Croupillac à Alès.
Face à la croissance de la voie de l'apprentissage à l'école, le campus Louis Leprince-Ringuet situé dans la zone d'activité de Croupillac à Alès est agrandi pour un budget de 17 millions d'euros. Un bâtiment dédié aux élèves en alternance est inauguré en décembre 2019, ainsi qu'un Hub créativité ouvert en 2021 pour tous les élèves de l'école « favorisant l'esprit créatif ».

### Identité visuelle

Jusqu'en 2005
2005-2013
2013-2017
Depuis le 17 mars 2017

## Enseignements

### Ingénieur généraliste

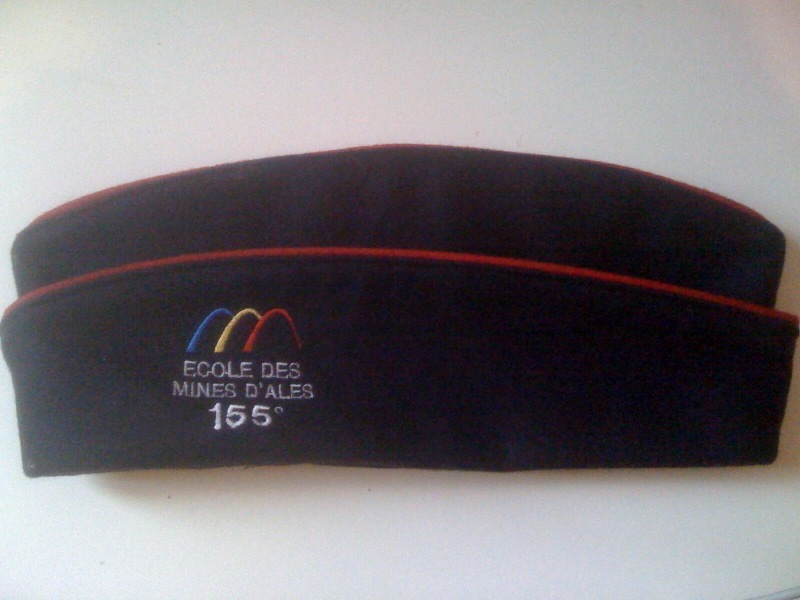
Calot porté par les élèves, ici la

La formation d'ingénieur généraliste des mines est la formation historique de l'École des mines d'Alès. Elle délivre des enseignements scientifiques pluridisciplinaires et de management de haut niveau, couplés à des cours électifs complémentaires choisis par les élèves, et orientés après la période de tronc commun selon l'option de spécialité choisie. Le diplôme issu de cette formation donne aux ingénieurs généralistes sortant de l'École une vocation à occuper des postes de cadres ou de chefs d'entreprise, ou à la recherche avec une possibilité de poursuite des études en thèse.
Après une première année de tronc commun, les élèves de deuxième et troisième année choisissent une option de spécialité parmi les dix proposées, au sein de six grandes thématiques portées par les laboratoires de recherche de l'École : Génie Civil et Bâtiment Durable (GCBD), Environnement, Energie et Risques (2ER), Informatique et Intelligence Artificielle (2IA), Écoconception et Matériaux Innovants (ECOMAP), Ingénierie du Sous-Sol et des Ressources Minérales (ISERM), et Performances Industrielles et Systèmes Mécatroniques (PRISM).
Se voulant tournée vers l'international, l'École offre la possibilité aux élèves d'effectuer un ou plusieurs semestres à l'étranger, ainsi que des doubles diplômes avec des universités et écoles partenaires.
Le recrutement des futurs élèves-ingénieurs généralistes se fait majoritairement via le Concours Mines-Télécom (concours sur banque de notes du concours commun Mines-Ponts) après deux années de classes préparatoires scientifiques, le reste des places étant prévu via des admissions parallèles.

### Ingénieur spécialisé par apprentissage
L'École ouvre en septembre 2008 deux formations d'ingénieurs spécialisés en alternance par apprentissage, d'une durée de trois ans : l'une dans le domaine du bâtiment (CMC pour conception et management de la construction, depuis renommée simplement BAT) et l'autre dans le domaine de l'informatique et des réseaux (INFRES). Elle propose depuis 2015 une formation en mécatronique (MKX).
Ces formations sont ouvertes aux titulaires de certains diplômes bac + 2 (DUT, BTS et L2) ou issus de classes préparatoires, et sont également certifiées par la Commission des titres d'ingénieur. Elles délivrent donc également un diplôme d'ingénieur. Le recrutement se fait sur dossier pour les trois spécialités proposées par l'École.
Alors que l'École formait une trentaine d'apprentis en 2008, ils représentent aujourd'hui 30 % des diplômés ingénieurs avec un effectif de 400 étudiants. Cette montée en puissance s'est accompagnée de l'ouverture d'un CFA propre à l'école en 2011 et la création d'une direction des formations par apprentissage en 2016.

### Masters et Mastères spécialisés
L'École des mines d'Alès propose également des formations de Master (diplôme national de niveau 7 - bac+5) et de Mastère spécialisé (diplôme d'établissement de la CGE - bac+6) en lien avec ses domaines d'excellence, ouvertes à tout détenteur du diplôme supérieur requis selon la formation choisie.
2 Masters sont proposés :
- Master DAMAGE : « Disaster Management and Environmental Impact »
- Master CTN : « Communication et Technologies Numériques » (avec CELSA Sorbonne Université)[24]

Ainsi que 3 Mastères spécialisés (MS) :
- MS 2EM « Exploitation et Environnements Miniers »
- MS SIE « Sécurité Industrielle et Environnement »
- MS PRINEC : « Procédés et Ressources pour l'Ingénierie de l'Économie Circulaire » (avec IMT Mines Albi)

### Formation doctorale
Depuis 2015, l'École est accréditée à délivrer le diplôme national de doctorat au sein de cinq écoles doctorales : Biodiversité, Agriculture, Alimentation, Environnement, Terre, Eau (GAIA) ; Information, structures et systèmes (I2S) ; Sciences chimiques Balard (SCB) ; Risques et société (R&S) ; Sciences Exactes et leurs applications (SEA), avec l'Université de Pau et des Pays de l'Adour. Elle est également partenaire de deux collèges doctoraux : le collège doctoral de l’Université de Montpellier, et le collège doctoral Languedoc-Roussillon.
L'École des mines d'Alès forme ses doctorants au sein de ses six unités de recherche, dont quatre unités mixtes de recherche (UMR) affiliées au CNRS. Au bout de leurs trois années de thèse, les jeunes docteurs diplômés intègrent une entreprise pour y travailler dans la recherche ou la R&D, débutent une carrière académique, ou créent leur propre start-up.

## Installations

### Centres de recherche
Jusqu'en 2019, la recherche aux Mines d'Alès était structurée en trois centres de recherches :
- le Centre des matériaux des mines d'Alès (C2MA) qui s'intéressait aux propriétés mécaniques structurales et fonctionnelles des matériaux.
- le Laboratoire de génie de l'environnement industriel (LGEI) qui s'intéressait à la maîtrise du risque ainsi qu'à la gestion des ressources naturelles.
- le Laboratoire de génie informatique et d'ingénierie de production (LGI2P) qui s'intéressait aux nouvelles technologies de l'information et de la communication.

L'École entreprend alors une restructuration en profondeur de l'organisation de sa recherche en vue de créer des unités propres de recherche (UPR) mais aussi d'adhérer à des unités mixtes de recherche (UMR). Ainsi en 2021, l'école est partie prenante de six unités de recherche, dont quatre UMR en partenariat avec le CNRS et des universités :
- le Laboratoire des sciences des risques (LSR)
- Polymères composites et hybrides (PCH)
- EuroMov Digital Health in Motion (UMR Euromov-DHM)
- Hydrosciences Montpellier (UMR HSM)
- Institut des sciences analytiques et de physico-chimie pour l'environnement et les matériaux (UMR IPREM)
- le Laboratoire de mécanique et génie civil (UMR LMGC)

### Incubateur technologique
L'école dispose d'un incubateur technologique créé en 1984. Il est l'un des plus anciens et prestigieux de France.
En presque quarante ans, il a accompagné la création de plus de 220 entreprises qui survivent à 87 % au bout de cinq ans. Il a notamment incubé des entreprises à succès comme Teads, SDTech ou Medtech, créé par Bertin Nahum.

### Musée minéralogique
L'École des mines d'Alès, riche de son histoire minière, possédait un musée minéralogique ouvert au public jusqu'en 2017. Les pierres sont destinées à l'origine à l'enseignement des élèves-ingénieurs. Ces collections ont formé la base du Musée Minéralogique de l'École des Mines d'Alès inauguré les 16 et 17 mai 1987. Ce musée s'est enrichi par quelques achats, mais principalement grâce aux dons d'anciens élèves ou d'amateurs. Le musée disposait d'une collection de plus de 15 000 pièces et présente trois collections :
- La collection minéralogique,
- La collection paléontologique,
- La collection pétrographique.

Après une longue fermeture, les pièces du musée entreposées à l'École, vont progressivement investir trois sites de la ville d'Alès à partir de 2023 afin de retrouver leur fonction pédagogique d'origine. 10 % de la collection ira dans les locaux de l'ancien centre national de pomologie, au pôle scientifique de Rochebelle, la section de paléontologie retrouvera le musée du Colombier et enfin la plus grande partie de la collection, dont la donation de Paul et Marie Fitte, rejoindra l'espace André Chamson, siège historique de l'École des Mines, rue d'Avéjan. Le déplacement coûtera 4 millions d'euros et un conservateur sera nommé.

## Classements
Au niveau national, l'IMT Mines Alès a fait son entrée dans le « groupe A » du classement des écoles d'ingénieurs de L'Étudiant en 2020. La progression de l'école dans ce classement est constante, passant de la 62e place en 2016 à la 24e en 2022, et entrant en 2023 pour la première fois de son histoire dans le Top 20 du classement en se hissant à la 16e place, puis dans le Top 15 en 2024 (14e place). En 2022, l'école entre en parallèle dans le Top 30 des écoles d'ingénieurs françaises établi par Le Figaro, et grimpe d'une place dans ce classement en 2023.
| Classement       | Rang | Rang | Rang | Rang | Rang |
| Classement       | 2020 | 2021 | 2022 | 2023 | 2024 |
| ---------------- | ---- | ---- | ---- | ---- | ---- |
| L'Étudiant       | 33   | 27   | 24   | 16   | 14   |
| Le Figaro        | -    | -    | 28   | 27   | 36   |
| L'Usine nouvelle | 51   | 70   | 44   | -    | -    |
| DAUR Rankings    | 57   | 33   | 42   | 46   | 44   |

## Vie étudiante

### Résidence
La majeure partie des étudiants de l'école vivent à la Maison des Élèves (surnommée la Meuh), installée dans une pinède de dix hectares à Alès, à moins de deux km de l'école. Ouverte en 1976, elle est gérée par Mines Alès Alumni, l'association des anciens élèves de l'école. Le site offre 777 logements au sein des vingt-quatre bâtiments : des chambres individuelles ou doubles, meublées et équipées ainsi que des studios.
Le site dispose de pavillons d'accueil et d'un ensemble de locaux communs : deux laveries, des cuisines communes, des salles de jeux, une salle de musique, un bar, une boîte de nuit ainsi qu'un espace de coworking.
Il a été agrandi en 2018 pour répondre à la demande de logements à la suite du rapatriement sur Alès du site nîmois et l'agrandissement du site Louis Leprince-Ringuet à Croupillac. 180 logements supplémentaires de type studios ont ainsi été construits.

### Clubs et associations

Logo du Cercle des élèves.

Le Cercle des Élèves est le nom du Bureau des élèves de l'école, une association loi de 1901 qui regroupe les étudiants de l'École des Mines d'Alès dans le but de coordonner et d'animer des activités socioculturelles mais aussi de promouvoir des évènements tout au long de l'année visant à faire connaître l'École des Mines d'Alès et ses étudiants. Il gère en lien notamment avec le Bureau des sports et le Bureau des arts les nombreuses associations de l'école.
Créée en 1989 à l'initiative de trois étudiants, Emagine était la Junior-Entreprise de l'École des mines d'Alès. Cette association loi de 1901 visait à permettre aux élèves de compléter leurs enseignements à l'école par un apprentissage pratique sous forme d'études auprès du monde professionnel. En 2014, elle est nommée pour la première fois dans son histoire parmi les 30 meilleures junior-entreprises de France par la Confédération nationale des Junior-Entreprises (CNJE). Elle disparaît cependant en 2019.
Depuis 2001, les étudiants organisent également le Festival de la Meuh Folle, festival de musique annuel qui se tient au Parc des expositions de Méjannes-lès-Alès et qui rassemble chaque année environ 6 000 festivaliers.

### Sport
Les équipes sportives de l'École des Mines d'Alès participent à de nombreux tournois étudiants, comme le Challenge Centrale Lyon (CCL), le TRAMS, le TOSS ou le Cartel des Mines, l'événement sportif annuel rassemblant les Écoles des mines d'Europe et du Maroc. L'IMT Mines Alès est l'école la plus titrée avec 31 victoires sur 48 éditions, dont 9 victoires de suite de 2010 à 2018.
Les équipes de l'EMA participent également, via l'association sportive de l'école, aux championnats universitaires FFSU de la ligue Occitanie et plus particulièrement de l'académie de Montpellier. Les équipes de sports collectifs disputent également les tours régionaux du Championnat de France des Écoles (CFE). Elles parviennent certaines années à accéder aux phases finales nationales, ainsi les footballeurs de l'école ont été vice-champions de France en 1999. En 2016, les basketteurs se classent 4e équipe de France comme les handballeurs en 2022.
Depuis 2008, les étudiants de l'école organisent au mois d'octobre le Trophée Orlandini, un tournoi de rugby à sept avec différentes écoles du sud de la France. Il est nommé en hommage à Henri Orlandini, ancien entraîneur à l'école. Il se compose sur une journée d'un tournoi masculin et féminin ainsi qu'un show Pompoms.

## Personnalités liées à l'école

### Directeurs
Thierry de Mazancourt est nommé directeur de l'école à partir du 1er avril 2018, après avoir été le président du conseil d'administration de 2017 à 2018. Le 8 mars 2021, il annonce son départ pour le 12 mars 2021 et est remplacé par Assia Tria le 1er décembre 2021.

### Présidents du Conseil d'école
L'actuel président du conseil d'administration est Thierry Trouvé, directeur général de GRTgaz.

### Anciens élèves
- François Joseph Fournier (1857-1935), aventurier belge
- Albert Souques (1890-1952), intendant-général des armées, Compagnon de la Libération.
- Général Abdon Robert Casso (1912-2002), résistant français, commandant la Brigade des Sapeurs-Pompiers de Paris, maire de Valmanya, maire du 17ème arrondissement de Paris.
- Michel Lallement (1942-), ancien président de Razel-Bec
- Mohamed Moubdii (ar) (1954-), ministre délégué marocain[58]
- Claire-Anne Reix (1958-), présidente du Palais des festivals et des congrès de Cannes[59]
- Pierre Keiflin (1959-), cofondateur de Netia et Vogo[60]
- Hervé-Yves-Martin Hehomey (1963-), ministre des infrastructures et des transports du Bénin[61]
- Christophe Carniel (1966-), cofondateur de Netia et Vogo[60]
- Mohammed Talal (1966-), dirigeant de sociétés et vice-président du patronat marocain[62]
- Jalil Benabdillah (1966-), fondateur de SDTech et vice-président de la région Occitanie chargé de l'économie, de l'emploi, de l'innovation et de la réindustrialisation[63]
- Emmanuel Desmaizières (1968-), directeur général d'Icade Promotion[64]
- Andrej Golić (1974-)[65], handballeur international français
- Jean-Philippe Haon (1981-), handballeur français[66]
- Sébastien Martinez (1987-), champion de France de mémoire[67]

### Autres personnalités
Depuis la fin des années 1940, chaque promotion est parrainée par une ou plusieurs personnalités françaises ou étrangères, parmi lesquelles on retrouve entre autres Edmond H. Fischer (parrain de la promotion 150), Michel Virlogeux (parrain de la promotion 157), Jean d'Ormesson (parrain de la promotion 162), ou bien encore Michel Crépeau (parrain de la promotion 134).
 
- Bernard Pagès (1940-), sculpteur dont l'œuvre  « La Pierre à l'éperon »[81] se trouve dans les jardins de l'école
- Tahar Ben Jelloun (1944-), parrain de l'association des internationaux de l'école des mines d'Alès
- Hassan Abouyoub (1952-), président d'honneur de l'association des internationaux de l'école des mines d'Alès
- Henri Orlandini (1955-2016), coach sportif à l'école